# Paraphyllis
Paraphyllis is een geslacht van vlinders van de familie koolmotten (Plutellidae).

## Soorten
- P. aulophora Meyrick, 1918
- P. dianipha Turner, 1926
- P. diatoma Turner, 1923
- P. ochrocera Turner, 1923
- P. pamphaea Turner, 1923
- P. scaeopa Meyrick, 1907
- P. stichogramma Turner, 1923